# Бардсир
Бардси́р (перс. بردسير‎) — город в южной части Ирана, в остане Керман. Административный центр шахрестана Бардсир. Расположен к юго-западу от столицы остана, города Керман.

## Население
Население по данным на 2012 год составляет 35 719 человек; по данным переписи 2006 года оно насчитывало 31 801 человек.
| 1986   | 1991   | 1996   | 2006   | 2012   |
| ------ | ------ | ------ | ------ | ------ |
| 18 272 | 21 983 | 26 040 | 31 801 | 35 719 |